# 雷欧帕勒
雷欧帕勒（法語：Rehaupal，法語發音：[ʁe.opal] ⓘ，发音同“Réhaupal”）是法国大東部大區孚日省的一个市镇，属于孚日圣迪耶区。

## 地理
雷欧帕勒（48°7'10"N, 6°43'55"E）面积4.72 平方千米，位于法国大東部大區孚日省，该省份为法国东北部内陆省份，北起默兹省和默尔特-摩泽尔省，西接上马恩省，南至上索恩省和贝尔福地区省，东临上莱茵省和下莱茵省。
与雷欧帕勒接壤的市镇（或旧市镇、城区）包括：尚德赖、拉沃利讷迪乌、列泽、唐东、勒托利。

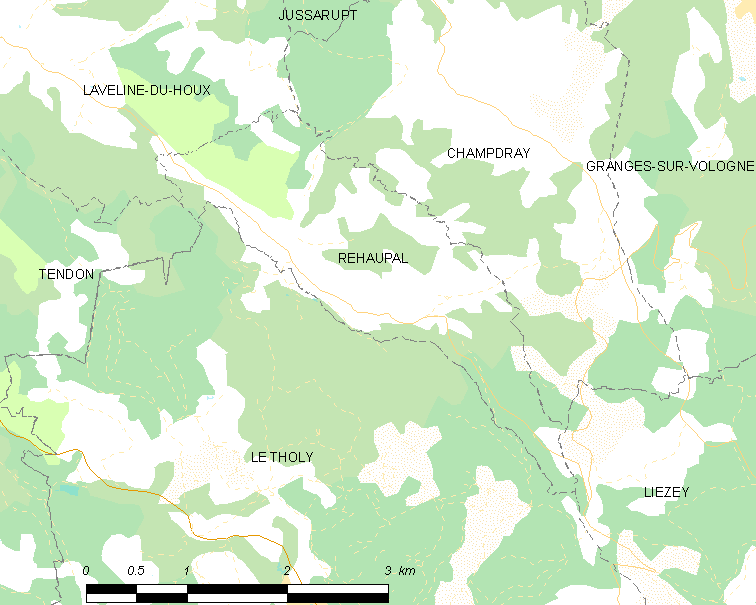
雷欧帕勒的OSM定位图

雷欧帕勒的时区为UTC+01:00、UTC+02:00（夏令时）。

## 行政
雷欧帕勒的邮政编码为88640，INSEE市镇编码为88380。

## 政治
雷欧帕勒所属的省级选区为布吕耶尔县。

## 人口

1962-2008年间雷欧帕勒人口变化图示

雷欧帕勒于2022年1月1日时的人口数量为208人。